# Vinòjito
Vinòjito (macedònic: Виножито, Arc de Sant Martí, grec: Ουράνιο Τόξο Ouránio Tóxo) és un partit polític grec que defensa els interessos de la minoria macedònia de Grècia així com els seus descendents arreu. No es consideren separatistes i defensen la integració de Macedònia del Nord dins la Unió Europea com un fet positiu. També reclama el retorn dels nens refugiats i dels descendents dels antics membres de l'ELAS que marxaren a l'exili després de la guerra civil grega cap a l'antiga Iugoslàvia. Els seus principals líders són Pavlos Voskopoulos, Petros Vasiliadis, Vasilis Romas i Costas Tasopoulos.
A les eleccions legislatives gregues de 1996 es va presentar en coalició amb l'Organització per la Reconstrucció del Partit Comunista de Grècia (OAKKE), però va obtenir pocs vots. A les eleccions europees de 1999 va obtenir 4.951 vots (0,08%), i a les eleccions europees de 2004 en va treure 6.176 vots (0,098%). El millor resultat el va treure a la prefectura de Florina, on va treure 1.203 vots de 39.532 possibles. El 2002 Petros Dimtsis fou escollit membre de la prefectura de Florina dins les llistes del Moviment Socialista Panhel·lènic.
El 2005 el Tribunal Europeu dels Drets Humans trobà al Govern de Grècia culpable de violar la Convenció Europea dels Drets Humans en restringir als membres del partit la llibertat de reunió i accés a la justícia en un temps raonable, i fou condemnat a pagar una multa de 35.000 euros en compensació.